# Lombricide
Un lombricide est un pesticide, de la famille des biocides, permettant de détruire les vers de terre (lombrics).
Lombricide est aussi le nom donné à une famille taxonomique (celle des vers de terre).

## Classement
Certains classent les lombricides dans les produits phytosanitaires, mais c'est un contresens, car le lombric est utile au sol et à la plante, l'éliminer ne soigne donc pas la plante. Il est au sens des directives européennes un pesticide et un biocide, et en tant que tel soumis à une législation particulière.

## Usage
Les lombricides sont essentiellement utilisés sur des terrains de golfs et parfois d'autres sports (football, hockey sur gazon, cricket..) ou  pour donner un aspect visuel plus "propre" ou régulier à certains gazons d'apparats.
À noter qu'en Amérique du Nord, certains golfs, plutôt que de les tuer, récoltent les vers de terre et les vendent comme appât pour la pêche. Cet usage n'est pas anecdotique, puisque le nombre déclaré de vers exportés vers les États-Unis a été d’environ 500 millions en 1978.